# Eucalyptus tetrapleura
Eucalyptus tetrapleura är en myrtenväxtart som beskrevs av Lawrence Alexander Sidney Johnson. Eucalyptus tetrapleura ingår i släktet Eucalyptus och familjen myrtenväxter. Inga underarter finns listade i Catalogue of Life.